# November 2000
Portal Geschichte | Portal Biografien | Aktuelle Ereignisse | Jahreskalender | Tagesartikel

◄ |
19. Jahrhundert |
20. Jahrhundert
| 21. Jahrhundert

◄ |
1970er |
1980er |
1990er |
2000er
| 2010er | 2020er | 2030er | ►

◄ |
1996 |
1997 |
1998 |
1999 |
2000
| 2001 | 2002 | 2003 | 2004 | ►

◄ |
August 2000 |
September 2000 |
Oktober 2000 |
November 2000 |
Dezember 2000 |
Januar 2001 |
Februar 2001 |
►
Dieser Artikel behandelt tagesbezogene Nachrichten und Ereignisse im November 2000.

## Tagesgeschehen

### Mittwoch, 1. November 2000
- Berlin/Deutschland: Der Ministerpräsident von Rheinland-Pfalz Kurt Beck (SPD) tritt sein Amt als Präsident des Bundesrates an.[1]
- New York/Vereinigte Staaten: Die Bundesrepublik Jugoslawien wird in die Vereinten Nationen (UN) aufgenommen. Die Vollversammlung der UN verlangte 1992 eine Neubewerbung des Landes, da es nicht identisch sei mit der zuvor existierenden Sozialistischen Föderativen Republik Jugoslawien.[2]
- Raipur/Indien: Die sieben östlichen Distrikte des Bundesstaats Madhya Pradesh, welche die Provinz Chhattisgarh bilden, werden zu einem Bundesstaat des gleichen Namens erhoben. Er hat eine Fläche von 135.000 km².[3]

### Donnerstag, 2. November 2000

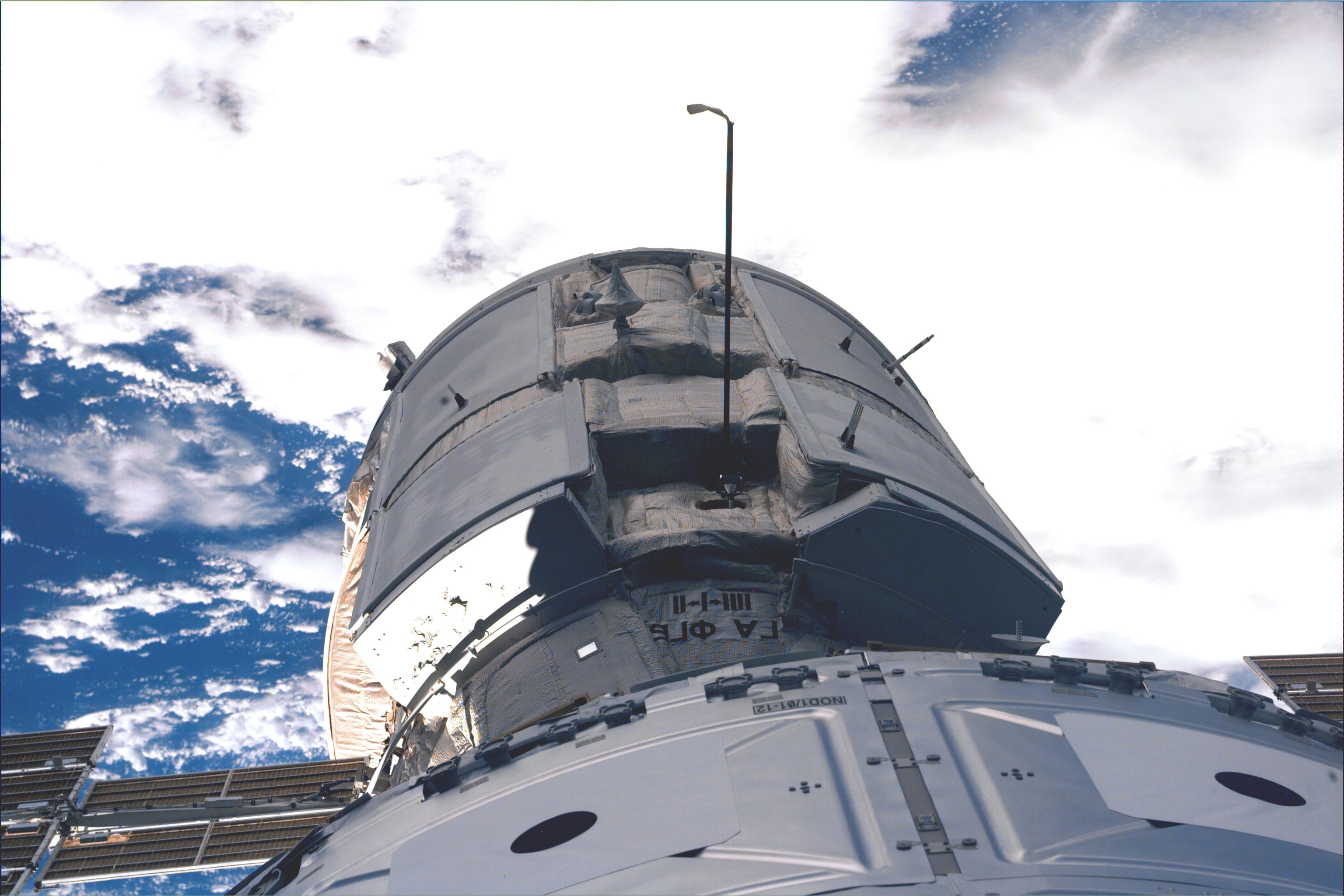
Internationale Raumstation

- London/Vereinigtes Königreich: Der amtierende Schachweltmeister der Braingames World Chess Championships Garri Kasparow aus Russland verliert seinen Titel in 15 Partien an seinen Landsmann Wladimir Kramnik. Kasparow war seit 1985 ungeschlagener Weltmeister und galt bislang unter Experten, trotz seiner Disqualifikation seitens der Weltschachorganisation FIDE, als bester Schachspieler der Welt. Seinen Herausforderer Kramnik wählte er selbst aus.[4]
- Orbit: Die erste Langzeitbesatzung trifft auf der Raumstation ISS ein. An der Station sind u. a. Russland und die Vereinigten Staaten beteiligt. Aus diesen beiden Ländern kommen auch die Mitglieder der aktuellen Expedition.[5]

### Samstag, 4. November 2000
- Warschau/Polen: Der Fernsehsender TVP2 startet die Ausstrahlung der Seifenoper M jak miłość (deutsch L wie Liebe).[6]

### Sonntag, 5. November 2000
- Baku/Aserbaidschan: Die ersten Parlamentswahlen nach Wiederherstellung der staatlichen Unabhängigkeit Aserbaidschans durch den Zerfall der Sowjetunion enden mit einem Traumergebnis für die Partei Neues Aserbaidschan des regierenden Präsidenten Heydər Əliyev, die 62 % der Stimmen auf sich vereinigt.[7]

### Dienstag, 7. November 2000

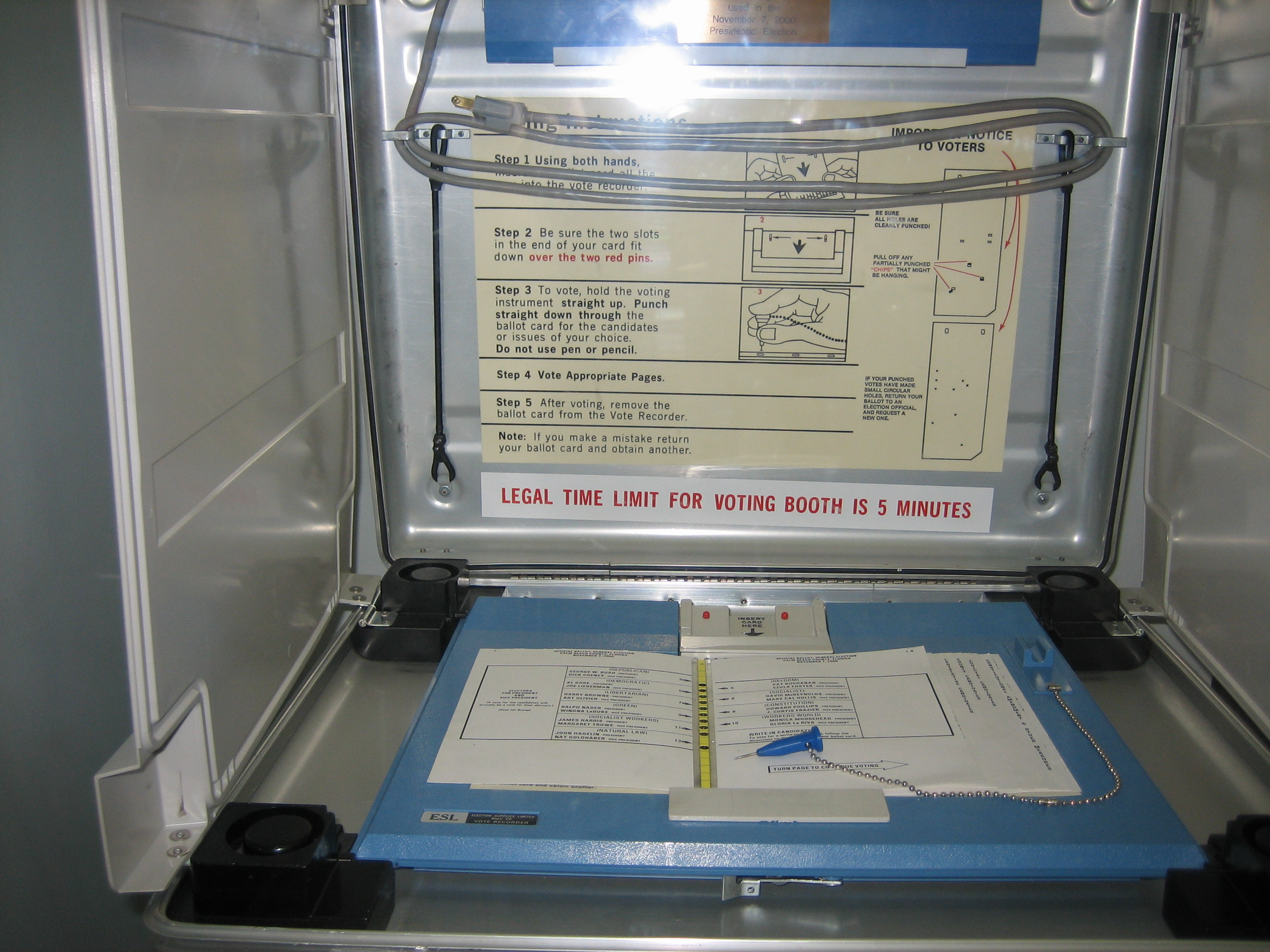
Eine der umstrittenen Wahlmaschinen in Florida

- Washington, D.C./Vereinigte Staaten: Die Entscheidung über den 43. US-Präsidenten bleibt am Abend der Präsidentschaftswahl offen, da die Wahlmänner in Florida noch nicht eindeutig der Demokratischen oder Republikanischen Partei zugeordnet werden können. Sowohl für Al Gore (Demokraten) als auch George W. Bush (Republikaner) ist die Präsidentschaft möglich. Aus Florida häufen sich Meldungen über defekte Wahlmaschinen, wodurch klassische Wähler der Demokraten Schwierigkeiten bei der Stimmabgabe hatten. Bei der gleichzeitig stattfindenden Wahl zum Senat verlieren die Republikaner die Mehrheit und es gibt ein Patt mit den Demokraten, bei der Wahl zum Repräsentantenhaus behaupten die Republikaner ihre Mehrheit.[8]

- Bautzen/Deutschland: Der flüchtige Mörder und Gewalttäter Frank Schmökel kann  nach zweiwöchiger Flucht von der Polizei gefasst werden.

### Mittwoch, 8. November 2000
- Berlin/Deutschland: Das Kinderrecht auf gewaltfreie Erziehung wird gesetzlich festgeschrieben.[9]
- Seoul/Südkorea: Der Automobilhersteller Daewoo Motors muss Insolvenz anmelden.[10]

### Donnerstag, 9. November 2000
- Dehradun/Indien: Eine Fläche von 53.500 km² im Norden des Bundesstaats Uttar Pradesh wird unter dem Namen Uttaranchal zum eigenständigen Bundesstaat erhoben.[11]

### Samstag, 11. November 2000
- Kaprun/Österreich: In einem Führerstand der Gletscherbahn Kaprun bricht auf dem Weg zum Kitzsteinhorn ein Brand aus, der sich schnell ausbreitet. 155 Menschen sterben, die überwiegende Mehrheit an Rauchgasvergiftung.[12]

### Sonntag, 12. November 2000
- Vaduz/Liechtenstein: Das Kunstmuseum Liechtenstein mit Werken aus dem Besitz der Fürstenfamilie öffnet erstmals seine Pforten.[13]

### Montag, 13. November 2000
- Montenegro : In Montenegro wird die Deutsche Mark zur einzigen Währung erklärt.
- Cottbus/Deutschland: Am Landgericht Cottbus werden die Urteile im Fall der Hetzjagd in Guben gesprochen.
- Düsseldorf/Deutschland: In Düsseldorf wird der 6. Deutsche Präventionstag vom Ministerpräsidenten Wolfgang Clement eröffnet.

### Sonntag, 15. November 2000
- Ranchi/Indien: Im Süden des Bundesstaats Bihar wird eine Fläche von 80.000 km² zum eigenständigen Bundesstaat Jharkhand erhoben.[14]

### Donnerstag, 16. November 2000

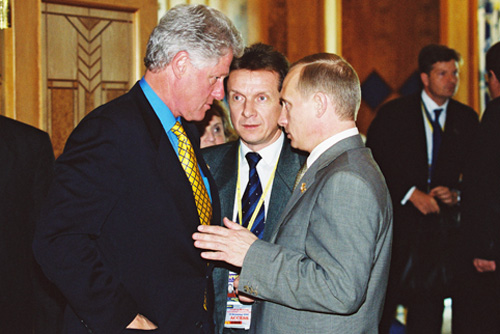
Bill Clinton und Wladimir Putin auf dem APEC-Gipfel

- Brunei/Brunei: Auf dem zwölften Gipfel der Asiatisch-Pazifischen Wirtschaftsgemeinschaft APEC wird beschlossen, die Anbindung ans Internet in den assoziierten Staaten bis ins Jahr 2005 zu verdreifachen. Das Fernziel der Mitglieder ist seit 1989 eine Freihandelszone.[15]

### Montag, 20. November 2000
- Bonn/Deutschland: Der Börsengang der Deutsche Post AG (DP) verschafft dem Bundesministerium der Finanzen und der Kreditanstalt für Wiederaufbau einen Emissionserlös von rund 6,6 Milliarden Euro. Beide trennen sich von zusammen 29 % des Grundkapitals der DP, d. h. der Brief- und Paketbeförderungssparte der ehemaligen Bundespost.[16]
- Bremen/Deutschland: In einem Altenheim der Heilsarmee in der Neustadt kommt es zu einer Gasexplosion. Ursache des Unglücks mit zwölf Toten waren Baggerarbeiten bei der eine Erdgasleitung beschädigt wurde.[17]

### Dienstag, 21. November 2000
- Lima/Peru: Der peruanische Kongress enthebt Staatspräsident Alberto Fujimori seines Amtes.
- Hat Yai/Thailand: Schwere Regenfälle in der Monsunzeit führen zu extremen Überschwemmungen.[18]

### Freitag, 24. November 2000
- Skopje/Mazedonien: Die Europäische Union und Mazedonien schließen ein Stabilisierungs- und Assoziierungsabkommen.
- Deutschland: Der erste deutsche BSE-Fall wird entdeckt. Die Veröffentlichung des Testergebnisses erfolgt zwei Tage später.

### Samstag, 25. November 2000
- Narsingdi/Bangladesh: Bei einem Brand in der Chowdhury Knitwear & Garments factory, einer Textilfabrik, sterben 46 Menschen.[19]
- Greifswald/Deutschland: In der Stadt wird erneut ein Obdachloser von rechtsradikalen ermordet.[20]
- Uelzen/Deutschland: Der Hundertwasserbahnhof wird eröffnet.

### Sonntag, 26. November 2000
- Bukarest/Rumänien: Die Parlamentswahlen finden statt.

### Montag, 27. November 2000

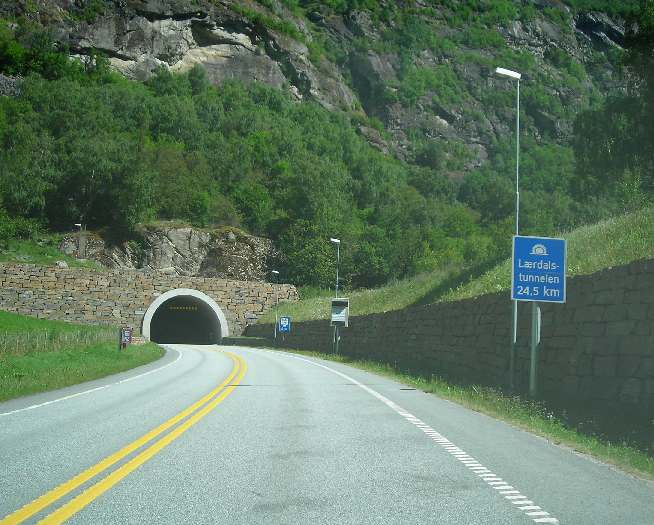
Lærdaltunnel

- Lærdal/Norwegen: Der längste Straßentunnel der Welt, der 24,5 km lange Lærdaltunnel, wird für den Verkehr freigegeben.
- Wien/Österreich: Die OSZE nimmt die Bundesrepublik Jugoslawien auf.

### Dienstag, 28. November 2000
- Tokio/Japan: Der Club Atlético Boca Juniors aus Argentinien gewinnt das Spiel um den Fußball-Weltpokal für Vereinsmannschaften mit 2:1 gegen Real Madrid aus Spanien.[21]

### Donnerstag, 30. November 2000
- Skopje/Mazedonien: Die Regierungskoalition bricht auseinander.